# San Juan del Cesar
San Juan del Cesar ist eine Gemeinde (municipio) im Departamento La Guajira in Kolumbien.

## Geographie
San Juan del Cesar liegt im Süden des Departamentos La Guajira, ungefähr 82 Kilometer nördlich von Valledupar, der Hauptstadt des angrenzenden Departamentos Cesar. Die Gemeinde grenzt im Norden an Riohacha und an Dibulla, im Süden an Villanueva und El Molino, im Osten an Distracción, Fonseca und Venezuela und im Südwesten an Valledupar im Cesar.

## Bevölkerung
Die Gemeinde San Juan del Cesar hat 39.472 Einwohner, von denen 26.372 im städtischen Teil (cabecera municipal) der Gemeinde leben (Stand: 2019).

## Geschichte
Die Stadt geht auf eine Encomienda in der Kolonialzeit zurück, die zunächst den Namen La Porquera hatte. Seit 1701 war der Ort keine Encomienda mehr und wurde in eine Kirchengemeinde mit dem Namen San Juan Bautista (Johannes der Täufer) umgewandelt. Nach der Unabhängigkeit wurde der Ort unter dem Namen Villa de San Juan del Cesar Hauptstadt des Kantons Cesar. Seit 1886 ist San Juan del Cesar eine Gemeinde im heutigen Sinne mit dem aktuellen Namen.

## Persönlichkeiten
- Diomedes Díaz (1957–2013), Sänger und Komponist der Vallenato-Musik
- José Argote (* 1980), venezolanischer Fußballschiedsrichter